# Гурина (Ёгвинское сельское поселение)
Гурина — деревня в Кудымкарском районе Пермского края. Входит в состав Егвинского сельского поселения. Располагается у слияния рек Вотякшор и Егва севернее от города Кудымкара. Расстояние до районного центра составляет 22 км. По данным Всероссийской переписи населения 2010 года, в деревне проживало 314 человек (157 мужчин и 157 женщин).

## История
По данным на 1 июля 1963 года, в деревне проживало 87 человек. Населённый пункт входил в состав Алековского сельсовета.